# Stefano Rodotà
Stefano Rodotà (n. 30 mai 1933, Cosenza, Calabria, Italia – d. 23 iunie 2017, Roma, Italia) a fost un politician și jurist italian.